# Besokatra
De Besokatra is een rivier in Madagaskar. De rivier is  61,8 km lang en bevindt zich in de regio Diana, in de provincie Antsiranana. De rivier stroomt langs de Route nationale 6.
De rivier mondt uit in de Indische Oceaan en ontspringt nabij Joffreville, een plaats in het district Antsiranana II.

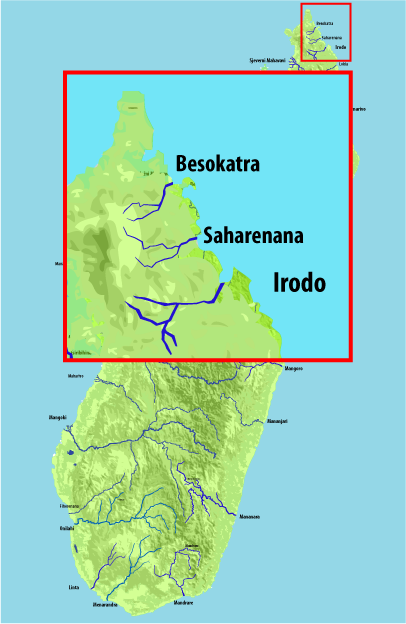
Locatie van de Besokatra.